# Grýtubakkahreppur
Grýtubakkahreppur est une municipalité du nord de l'Islande, située dans l'Eyjafjörður.